# Пилар
Пилар (шп. Pilar) је град у Аргентини у покрајини Буенос Ајрес. Према процени из 2005. у граду је живело 265.143 становника.

## Становништво
Према процени, у граду је 2005. живело 265.143 становника.
| 1980.  | 1991.   | 2001.   |
| ------ | ------- | ------- |
| 84.429 | 136.569 | 226.517 |